# ۳۱۳ (عدد)
۳۱۳ (سیصد و سیزده) یک عدد طبیعی است که پس از ۳۱۲ و پیش از ۳۱۴ قرار دارد.

## در ریاضیات
- یک عدد اول
- یک عدد اول دوقلو با ۳۱۱
- یک عدد خوشحال[۱]

## اهمیت مذهبی
- تعداد سربازانی که پیامبر در اولین نبرد مسلمانان، جنگ بدر، با خود به‌همراه داشت[۲]
- در شیعه دوازده‌امامی، ۳۱۳ تعداد افرادی است که در ارتش مهدی خواهند بود.[۳]